# CU Chemie Uetikon

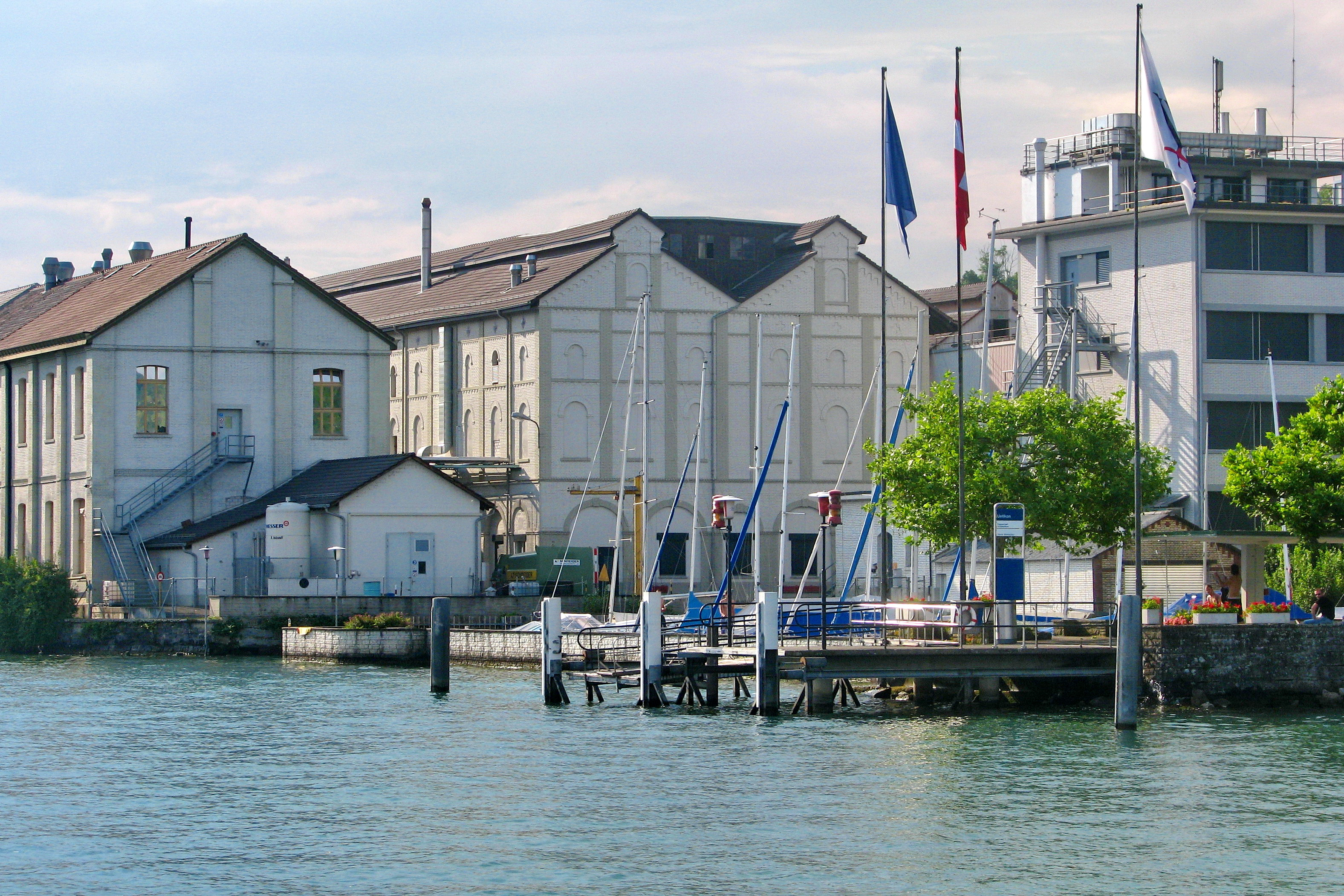
Ansicht vom Zürichsee auf einen Teil des Betriebsareals

Die CU Chemie Uetikon AG mit ursprünglichen Sitz in Uetikon am See war ein international tätiges Schweizer Chemieunternehmen. Sie konzentrierte sich auf die Entwicklung und Produktion von Lösungen für die Abwasserbehandlung sowie in der Herstellung von Basischemikalien und von deuterierten Verbindungen, hauptsächlich für die NMR-Spektroskopie. Das Unternehmen erwirtschaftete 2006 einen Umsatz von 185 Millionen Schweizer Franken und gehörte vollständig der CPH Chemie + Papier; zuletzt war die Gesellschaft nur noch als reine Liegenschaftsgesellschaft tätig.
Per 2017 wurde die CU Chemie Uetikon AG innerhalb des CPH Chemie + Papier-Konzerns mit der Zeochem AG fusioniert. Der Konzernsitz wurde 2018 nach Rüti (ZH) verlegt.

## Geschichte
CU Chemie Uetikon gründet auf der ältesten noch existierenden Chemiefabrik der Schweiz aus dem Jahr 1818. Diese wurde von den Gebrüder Schnorf gegründet und produzierte Schwefelsäure, Eisen- und Kupfervitriol. Die ersten Jahresproduktionen betrugen 20 Tonnen Schwefelsäure pro Jahr. Bis 1848 beschäftigte die Firma bis 20 Arbeitnehmer, danach stieg die Mitarbeiterzahl bis 1893 bis auf zirka 100, zu diesem Zeitpunkt lag die Jahresproduktion von Schwefelsäure weiterhin steigend um 10'000 Tonnen pro Jahr.
1873 wurde die Papier- und Holzstofffabrik Perlen gegründet. Die Familie Schnorf, als Inhaberin der Chemischen Fabrik Uetikon, beteiligte sich 1881 an ihr und übernahm 1950 deren Mehrheit. Die 1899 in eine Aktiengesellschaft umgewandelte Chemische Fabrik Uetikon steigerte bis in die 1960er Jahre die Schwefelsäureproduktion auf über 80'000 Jahrestonnen und wurde zum grössten Schwefelsäureproduzenten in der Schweiz.
1971 wurde die CPH Chemie + Papier Holding in Luzern gegründet, unter deren Dach die verschiedenen Aktivitäten zusammengefasst wurden. 1979 gründete die Chemische Fabrik Uetikon das Tochterunternehmen Zeochem für die Herstellung von Zeolithen als Joint Venture mit der US-amerikanischen United Catalysts Inc. in Louisville.
1990 wurde die Chemische Fabrik Uetikon zur CU Chemie Uetikon umstrukturiert und im Jahr darauf in Lahr (Deutschland) die Tochtergesellschaft CU Chemie Uetikon GmbH gegründet. Damit verbunden war ein markanter Ausbau des Bereiches organische Chemie. 1997 übernahm die Uetikon-Gruppe die Zeochem vollständig. 2002 stellte das Unternehmen die Schwefelsäureproduktion ein. Gleichzeitig wurden die Bereiche Zeolith- und Silicagelchemie sowie die Mineraldüngerproduktion als Zeochem bzw. als CU Agro als rechtlich selbständige Firmen abgespalten und sind seither zusammen mit der CU Chemie Uetikon Teil des Konsolidierungskreises Chemie der CPH Chemie + Papier Holding. Mittlerweile hat sich die Chemie Uetikon vollständig aus dem chemischen Geschäft zurückgezogen. Sie verwaltet und vermietet lediglich die Fabrikliegenschaften, deren Eigentümer sie noch ist.
Die deutsche Tochtergesellschaft CU Chemie Uetikon GmbH in Lahr/Schwarzwald  wurde im Oktober 2011 an den Privatinvestor Barclays Private Equity (heute Equistone Partners Europe) und das Management verkauft.
Im Juni 2015 wurde sie Teil des französischen Pharmazie- und Kosmetikunternehmens Sequens (vormals Novacap Group).
Aufgrund der chemischen Tätigkeit ist der Untergrund des Fabrikareals sowie der nahe Gewässerbereich belastet mit Schadstoffen. Das Areal soll nun (2025) komplett neu überbaut werden (Schulbauten, Luxuswohnungen etc.). Ob die Schadstoffsanierung ausreichend vorgenommen wird, wird vielerseits angezweifelt.